# Neuromelia
Neuromelia là một chi bướm đêm thuộc họ Geometridae.